# ジャッカルの日 (映画)
『ジャッカルの日』（ジャッカルのひ、The Day of the Jackal）は、1973年に公開されたイギリス・フランス映画。フレデリック・フォーサイスの同名の小説を原作とする。監督はフレッド・ジンネマン。シャルル・ド・ゴール暗殺計画を主軸とし、本作の冒頭では本作公開の3年前に亡くなったド・ゴールの記念碑ともなっているロレーヌ十字が映し出される。

## 概要
英国の映画プロデューサーのジョン・ウォルフとオーストリア出身の映画監督のフレッド・ジンネマンは、1971年に出版されたフレデリック・フォーサイスの『ジャッカルの日』か、ロナルド・ミラーの戯曲『Abelard and Heloise』のどちらかを映画化することを目論んだ。
『ジャッカルの日』に決まると、ユニバーサル・スタジオはジャッカル役にアメリカの大物俳優をキャスティングしたいと考えた。ロバート・レッドフォードとジャック・ニコルソンはオーディションのためにヨーロッパに飛んだ。ユニバーサルはニコルソンを支持したが、ジンネマンはヨーロッパの俳優のみをキャスティングするという契約を会社側と取り付けた。デヴィッド・マッカラム、イアン・リチャードソン、マイケル・ヨークらが検討されたのち、最終的にエドワード・フォックスが選ばれた。デニス役はジャクリーン・ビセットがスケジュールの都合で辞退し、オルガ・ジョルジュ＝ピコが演じることになった。
フランス、イギリス、イタリア、オーストリアのスタジオとロケ地で撮影された。フランス人プロデューサーのジュリアン・デローデの対応の手腕により、内務省内など、通常は映画製作者が立ち入りを拒否される場所での撮影が可能となった。
シャルル・ド・ゴールは1970年11月9日に亡くなっており、その2年後に撮影は行われた。にもかかわらず、ジンネマンによれば、パレードのシーンの撮影で何人かのパリ市民がド・ゴールを演じた俳優アドリアン・カイラ＝ルグランを本物だと間違えたという。
1973年5月16日、アメリカ合衆国で公開。同年6月、イギリスで公開。同年9月14日、フランスで公開。同年9月15日、日本で公開。パリを含むヨーロッパ各地でのロケ撮影が多用され、ドキュメンタリータッチな作風や特注狙撃銃などの演出により、原作の雰囲気が忠実に再現されている。ただし登場人物達のセリフはほとんどが英語となっている。
日本においては1973年洋画配給収入ランキングで9位を記録。また、『キネマ旬報』の1973年度ベストテンでは4位、『映画評論』の同年度ベストテンでは14位を記録した。
長身で物静かな容貌のフォックスが寡黙で鋭い眼差しの殺し屋「ジャッカル」を、また英仏のハーフでもあるロンズデールが、一見凡庸げながら粘り強くジャッカルを追い詰めてゆく老練なルベル警視をそれぞれ好演。本作はフォックスの出世作ともなった。
1997年にリチャード・ギア、ブルース・ウィリス主演で『ジャッカル』としてリメイクされた。ただし、本作のケネス・ロスによる初期稿に基づいた脚色であり、物語の舞台もアメリカで時代背景も異なるなど、フォーサイスの原作とは無関係である。

## キャスト
| 役名                       | 俳優                                          | 日本語吹替                                     | 日本語吹替                                  | 日本語吹替                                     |
| 役名                       | 俳優                                          | 日本テレビ版                                   | テレビ朝日版                                | テレビ東京版 （追加録音部分）                  |
| -------------------------- | --------------------------------------------- | ---------------------------------------------- | ------------------------------------------- | ---------------------------------------------- |
| ジャッカル                 | エドワード・フォックス                        | 山本圭                                         | 前田昌明                                    | 野沢那智 （風間秀郎）                          |
| クロード・ルベル警視       | マイケル・ロンズデール                        | ハナ肇                                         | 高木均                                      | 稲垣隆史 （魚建）                              |
| モンペリエ男爵夫人         | デルフィーヌ・セイリグ                        | 水城蘭子                                       | 水城蘭子                                    | 鈴木弘子                                       |
| 内務大臣                   | アラン・バデル                                | 小林修                                         | 小林修                                      | 家弓家正 （家中宏）                            |
| コルベール将軍             | モーリス・デナム                              | 北村弘一                                       | 北村弘一                                    | 大木民夫                                       |
| ローラン大佐               | ミシェル・オークレール                        | 仁内建之                                       | 仁内建之                                    | 菅生隆之 （菅生隆之）                          |
| ドニーズ                   | オルガ・ジョルジュ＝ピコ                      | 平井道子                                       | 小谷野美智子                                | 日野由利加 （日野由利加）                      |
| キャロン                   | デレク・ジャコビ                              | 森功至                                         | 田中亮一                                    | 牛山茂 （牛山茂）                              |
| トーマス警視               | トニー・ブリットン                            | 北原義郎                                       | 緑川稔                                      | 富田耕生                                       |
| サンクレール               | バリー・インガム                              | 清川元夢                                       | 清川元夢                                    | 北村弘一                                       |
| ベルティエ刑事局長         | ティモシー・ウェスト                          | 村松康雄                                       | 加藤正之                                    | 池田勝                                         |
| マリンソン                 | ドナルド・シンデン                            | 宮川洋一                                       | 小林清志                                    | 阪脩                                           |
| 連絡員バルミ               | フランソワ・ヴァロルブ                        |                                                |                                             | 塚田正昭                                       |
| ガンスミス                 | シリル・キューザック                          | 辻村真人                                       | 辻村真人                                    | 小山武宏 （横島亘）                            |
| 偽造屋                     | ロナルド・ピックアップ                        | 津嘉山正種                                     | 城山堅                                      | 城山堅                                         |
| ロダン大佐                 | エリック・ポーター                            | 杉田俊也                                       | 杉田俊也                                    | 麦人                                           |
| カッソン                   | デニス・キャリー                              | 大宮悌二                                       | 北川米彦                                    | 村松康雄                                       |
| ルネ・モンクレール         | デヴィッド・スウィフト                        | 雨森雅司                                       | 雨森雅司                                    | 阪脩                                           |
| 連絡係                     | ニコラス・ヴォーゲル                          | 野本礼三                                       | 玄田哲章                                    | 石波義人                                       |
| 尋問官                     | ヴァーノン・ドブチェフ                        |                                                |                                             | 徳丸完                                         |
| バスティアン＝ティリー中佐 | ジャン・ソレル                                |                                                |                                             | 池田勝                                         |
| シャルル・ドゴール         | アドリアン・カイラ＝ルグラン                  | セリフなし                                     | セリフなし                                  | セリフなし                                     |
| チャールズ・カルスロップ   | エドワード・ハードウィック （ノンクレジット） |                                                |                                             | 青山穣                                         |
| ナレーション               | N/A                                           | 伊藤惣一                                       | 小林清志                                    | 中江真司                                       |
| その他                     | N/A                                           |                                                |                                             | 久保田民絵 石井敏郎 田原アルノ 巴菁子 岡本章子 |
| 日本語版制作スタッフ       |                                               |                                                |                                             |                                                |
| 演出                       | 演出                                          | 左近允洋                                       | 左近允洋                                    | 小林守夫                                       |
| 翻訳                       | 翻訳                                          | 篠原慎                                         | 篠原慎                                      | 平田勝茂                                       |
| 効果                       | 効果                                          |                                                |                                             | リレーション                                   |
| 調整                       | 調整                                          |                                                |                                             | 高久孝雄                                       |
| 担当                       | 担当                                          |                                                | 植木明                                      |                                                |
| 制作                       | 制作                                          | グロービジョン                                 | グロービジョン                              | 東北新社                                       |
| 解説                       | 解説                                          | 水野晴郎                                       | 淀川長治                                    | 木村奈保子                                     |
| 初回放送                   | 初回放送                                      | 1977年4月13日 『水曜ロードショー』 21:00-23:24 | 1978年10月22日 『日曜洋画劇場』 21:00-22:54 | 1998年3月26日 『木曜洋画劇場』 21:02-23:24     |
| 正味                       | 正味                                          | 約126分                                        | 約93分                                      | 約115分                                        |

※2019年11月20日発売の「ユニバーサル 思い出の復刻版 ブルーレイ」には、3種類全ての日本語吹替が収録。
※U-NEXTではテレビ東京版を配信しているが、吹き替えの存在しない箇所を日本テレビ版の音声で補完している。(128分)
※またテレビ東京版はWOWOWでドラマ版放送の連動企画として2025年2月22日にカット部分を追加録音した「吹替補完版」を放送。
- 日本語字幕：高瀬鎮夫（劇場用）[10]、岡枝慎二（ソフト用）

## スタッフ
- 製作：ジョン・ウォルフ
- 監督：フレッド・ジンネマン
- 原作：フレデリック・フォーサイス
- 脚色：ケネス・ロス
- 音楽：ジョルジュ・ドルリュー

## 受賞とノミネート
| 賞                   | 部門                 | 候補者                                    | 結果       |
| -------------------- | -------------------- | ----------------------------------------- | ---------- |
| アカデミー賞         | 編集賞               | ラルフ・ケンプレン                        | ノミネート |
| 英国アカデミー賞     | 作品賞               | ジョン・ウォルフ                          | ノミネート |
| 英国アカデミー賞     | 監督賞               | フレッド・ジンネマン                      | ノミネート |
| 英国アカデミー賞     | 脚色賞               | ケネス・ロス                              | ノミネート |
| 英国アカデミー賞     | 編集賞               | ラルフ・ケンプレン                        | 受賞       |
| 英国アカデミー賞     | 音響賞               | ニコラス・スティーヴェンソン ボブ・アレン | ノミネート |
| 英国アカデミー賞     | 助演男優賞           | マイケル・ロンズデール                    | ノミネート |
| 英国アカデミー賞     | 助演女優賞           | デルフィーヌ・セイリグ                    | ノミネート |
| ゴールデングローブ賞 | 作品賞（ドラマ部門） | ジョン・ウォルフ                          | ノミネート |
| ゴールデングローブ賞 | 監督賞               | フレッド・ジンネマン                      | ノミネート |
| ゴールデングローブ賞 | 脚本賞               | ケネス・ロス                              | ノミネート |